# Ton Rietbroek
Ton Rietbroek (Rotterdam, 19 februari 1967) is een Nederlands voormalig profvoetballer. Rietbroek kwam uit voor Feyenoord, SVV, Dordrecht’90 en Telstar.

## Carrière
Rietbroek speelde in de jeugd bij RSV HION en kwam in 1983 in de jeugd bij Feyenoord terecht waar hij in 1985 doorstroomde naar het reserveteam. 
In totaal speelde Ton Rietbroek 5 duels in Feyenoord 1 voordat hij in 1988 vertrok om bij SVV te gaan spelen waarmee hij in 1990 kampioen van de eerste divisie werd. Na dit seizoen vertrok Rietbroek naar Dordrecht’90. Het laatste seizoen als profvoetballer kwam Rietbroek in 1993/1994 uit voor Telstar. 
Ton Rietbroek kwam later bij de amateurs uit voor SC Feyenoord, VVM en VVOR. Bij VVOR speelde hij samen met zijn jongere broers Michael Rietbroek en Kelly Rietbroek die beide een lange tijd golden als grote talenten in de Feyenoord-jeugd.
Ton Rietbroek kwam als assistent-trainer nog uit voor FC Vlotbrug in het seizoen 2008/2009 en CWO Vlaardingen in het seizoen 2009/2010.

## Varia
Rietbroek kreeg op 7 oktober 1990 na 28 seconden een rode kaart, en was daarmee tot 1999 de speler met de snelste rode kaart in het betaald voetbal.